# Ahrem (Erftstadt)
Ahrem ist ein Stadtteil von Erftstadt im Rhein-Erft-Kreis, Nordrhein-Westfalen. Ortsbürgermeisterin in der Ratsperiode 2020–2025 ist Tanja Gietzen.

## Lage
Ahrem ist ein Straßendorf und liegt südlich von Lechenich. Zwischen Lechenich und Ahrem verläuft die Bundesstraße 265. Durch den Ort fließt der Rotbach.

## Geschichte

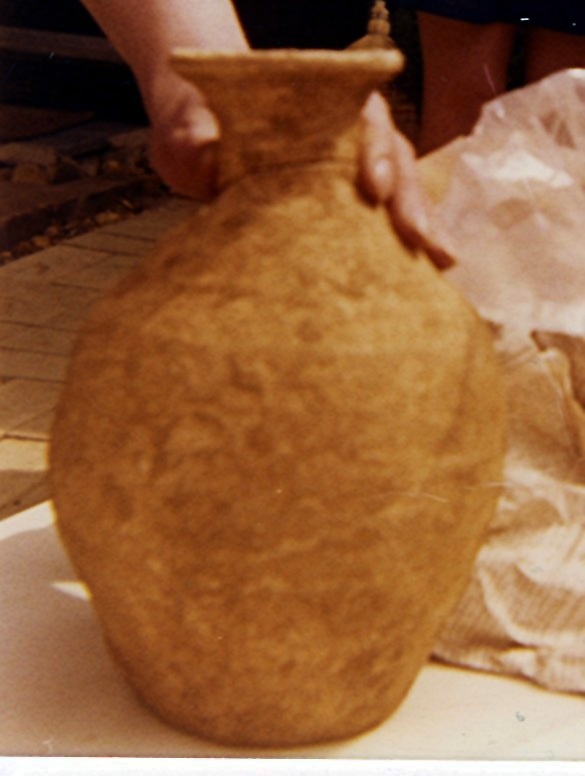
Fränkische rauwandige Flasche, Grabungsfund 1974

Ahrem ist eine der Ansiedlungen des Erftstädter Raums, deren Geschichte wie die der meisten hiesigen Orte weit in die Vergangenheit zurückreicht.

### Vorgeschichte und römische Zeit
Etwa 400 Meter südlich des Ahremer Ortskerns bestand eine eisenzeitliche Siedlung, die durch Keramikfunde belegt werden konnte. Auch die römische Zeit hinterließ ihre Spuren im Ort und seiner Umgebung, wie ebenfalls zahlreiche dieser Epoche zugeordnete Keramiken und Grabbeigaben belegen. Beim Bau einer Gasleitung wurde 2005 die am südlichen Ortsausgang verlaufende alte Römerstraße, heute Agrippa-Straße Köln–Trier genannt, freigelegt und untersucht. Die ursprünglich etwa 20 m breite Straße besaß an beiden Seiten einen Entwässerungsgraben. Entlang der Straße fanden sich römische Brandgräber mit Grabbeigaben, darunter eine weißtonige Matronenfigur, aus dem 2. und 3. Jahrhundert.

### Mittelalter und Neuzeit
Ahrem wurde im Mittelalter Arnheim genannt. Die Ortsbezeichnung entstammt der fränkischen Zeit und verweist auf eine Siedlung des Arn oder Arno. Diese fränkische Gründung dürfte dauerhafter Natur gewesen sein. Auf einem im Jahr 1974 entdeckten Gräberfeld bestätigten freigelegte Grabbeigaben aus dem 6. und 7. Jahrhundert auch für diese Zeit eine Besiedlung Ahrems.

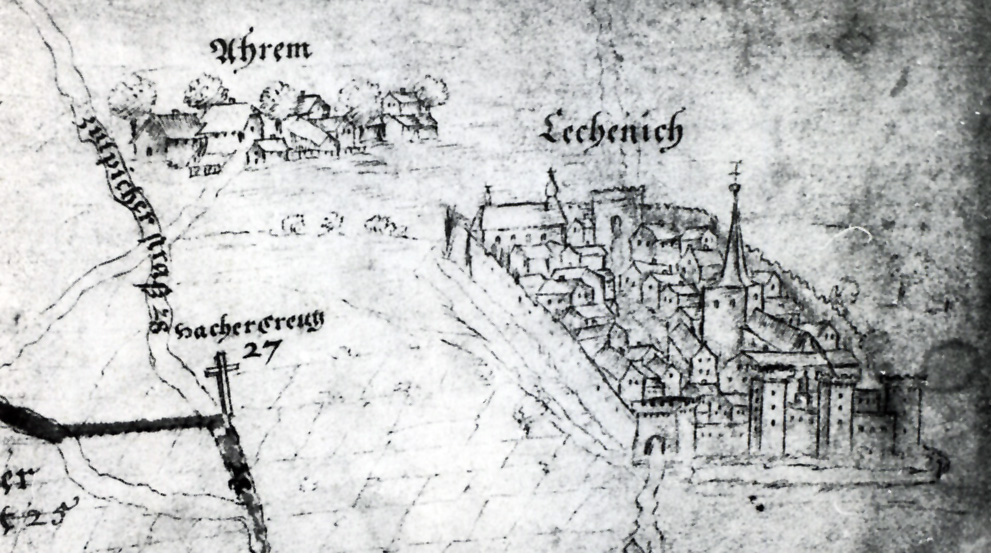
Flurkarte des 18. Jh. mit Lechenich und Ahrem

Erstmals erwähnt wurde der Ort 1256 als „Airnhem“ in einer Urkunde des Kölner Erzbischofs Konrad von Hochstaden, der seine Besitzungen in Ahrem gegen Güter des Kölner Stiftes St. Aposteln in Lechenich tauschte.
Im Jahre 1293 wurden 15 Familien erfasst, die dem Erzbischof von Köln zu Abgaben verpflichtet waren.
Die Ahremer gehörten zur Bürgerschaft der Stadt Lechenich. Sie galten als „auswendige Bürger“, weil sie außerhalb der Stadtmauern wohnten. Erstmals im Jahre 1517 wurden sie zusammen mit den Bürgern der Stadt Lechenich angeführt. Die Erwerbstätigkeit der Ahremer Einwohner bestand überwiegend in der Bewirtschaftung kleinbäuerlicher Betriebe. Hierfür hatten sie, neben Grundpachten an den Erzbischof, auch landesherrliche Steuern zu zahlen. Die Ortsvorsteher, die zu den Lechenicher Stadtratsversammlungen eingeladen wurden, sammelten die landesherrlichen Steuern (Simpeln) ein. Ferner war Zehnt an das Stift St. Aposteln zu zahlen.
Für den Alltag der Ahremer Bewohner bestanden festgesetzte Regeln, die strengstens von ihnen zu beachten und einzuhalten waren. Wer sich nicht an die Verordnungen hielt, unbefugt Holz sammelte, Reiser abschnitt oder beim heimlichen Gras- oder Ährendiebstahl ertappt wurde, hatte nach einem Amtsverhör mit einer Brüchtenstrafe zu rechnen. Zur Nutzung als Viehweide stand den Einwohnern ein Teil der „Eilau“, ein Busch-Heidegebiet zwischen Bliesheim, Friesheim und Lechenich, aus dem Besitz des Kölner Stiftes St. Mariengraden zur Verfügung. Für das in Erbpacht vergebene Hüterecht zahlten die Einwohner jährlich einen halben Malter Weizen.
In den kriegerischen Auseinandersetzungen des 17. und 18. Jahrhunderts wurde die Ahremer Bevölkerung durch Einquartierungen, Fouragelieferungen und Geldzahlungen stark belastet. Bei der Verzeichnung des Grundbesitzes im Jahre 1660 bestand Ahrem aus 44 Häusern. Davon waren 39 im Besitz von Bauern, alles andere war im Besitz der Adeligen oder der Kirche.

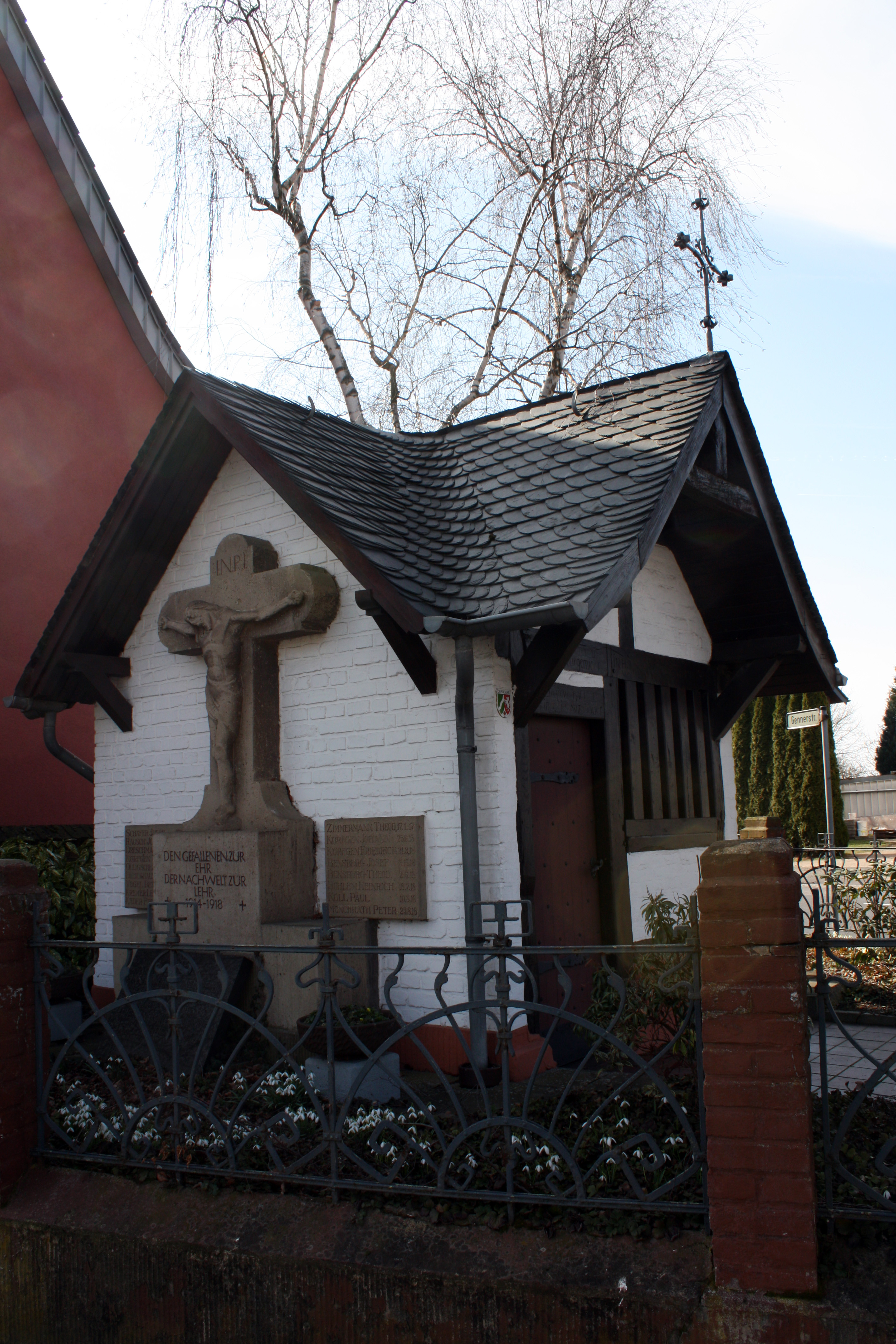
Apolloniakapelle, 1691

In unmittelbarer Nähe des Hermeshofes wurde eine kleine Fachwerkkapelle errichtet, die zu Ehren der heiligen Apollonia geweiht war. Der Besitzer des Hofes, der Kölner Bürgermeister Herr von Imstenrath, gab nicht nur sein Einverständnis für den Bau der Kapelle auf seinem Grund, sondern spendete auch für den Bau derselben. Dies belegt die Inschrift über dem Türsturz folgenden Inhaltes:
Mit Bewilligung und Zusteur Herrn Bürgermeisters von Elmsrath hat hiesige Gemeinde diese auferbaut Anno 1691.
Am Festtag dieser Heiligen (9. Februar) machten Pilger aus den Nachbargemeinden in Ahrem eine Rast an der Kapelle. Von dort führte ihr Weg zum Franziskanerkloster in Lechenich, in dem ein Zahn der Heiligen als Reliquie verehrt wurde. Sie verbanden ihre Gebete zur heiligen Apollonia mit der Bitte um Schutz vor Zahnschmerzen.
Die Figur der Heiligen, die im Innern der Kapelle stand, war eine so genannte Ankleidefigur, und wurde (wie bei manchen besonders verehrten Marienstatuen) an Festtagen mit kostbarem Gewand geschmückt. Heute hat die Statue ihren Platz in der Ahremer Pfarrkirche St. Johannes der Täufer gefunden.

### Adeliger und geistlicher Besitz
Im Mittelalter war der Erzbischof von Köln der größte Grundherr in Ahrem. Mehrere Güter hatte der Erzbischof an Adelige vergeben, die über die Lehen mit Zustimmung des Erzbischofs selbst verfügen konnten.

#### Maximinenhof
Ein bedeutender Adelshof, zu dem auch eine Ölmühle gehörte, lag am nördlichen Ende des Dorfes. Mit ihm wurde 1410 Gerhard Voss von Lechenich von Erzbischof Friedrich von Saarwerden belehnt. Der Hof kam dann in Erbfolge an die Familie Haes von Konradsheim und von ihr an die Familie von Eyll. Degenhard von Eyll verkaufte den Hof 1641 an das Augustinerinnenkloster St. Maximin in Köln, nach dem der Hof seitdem Maximinenhof benannt wurde. Der Maximinenhof blieb bis zur Säkularisation mehrere Generationen an die Familie Schick verpachtet.

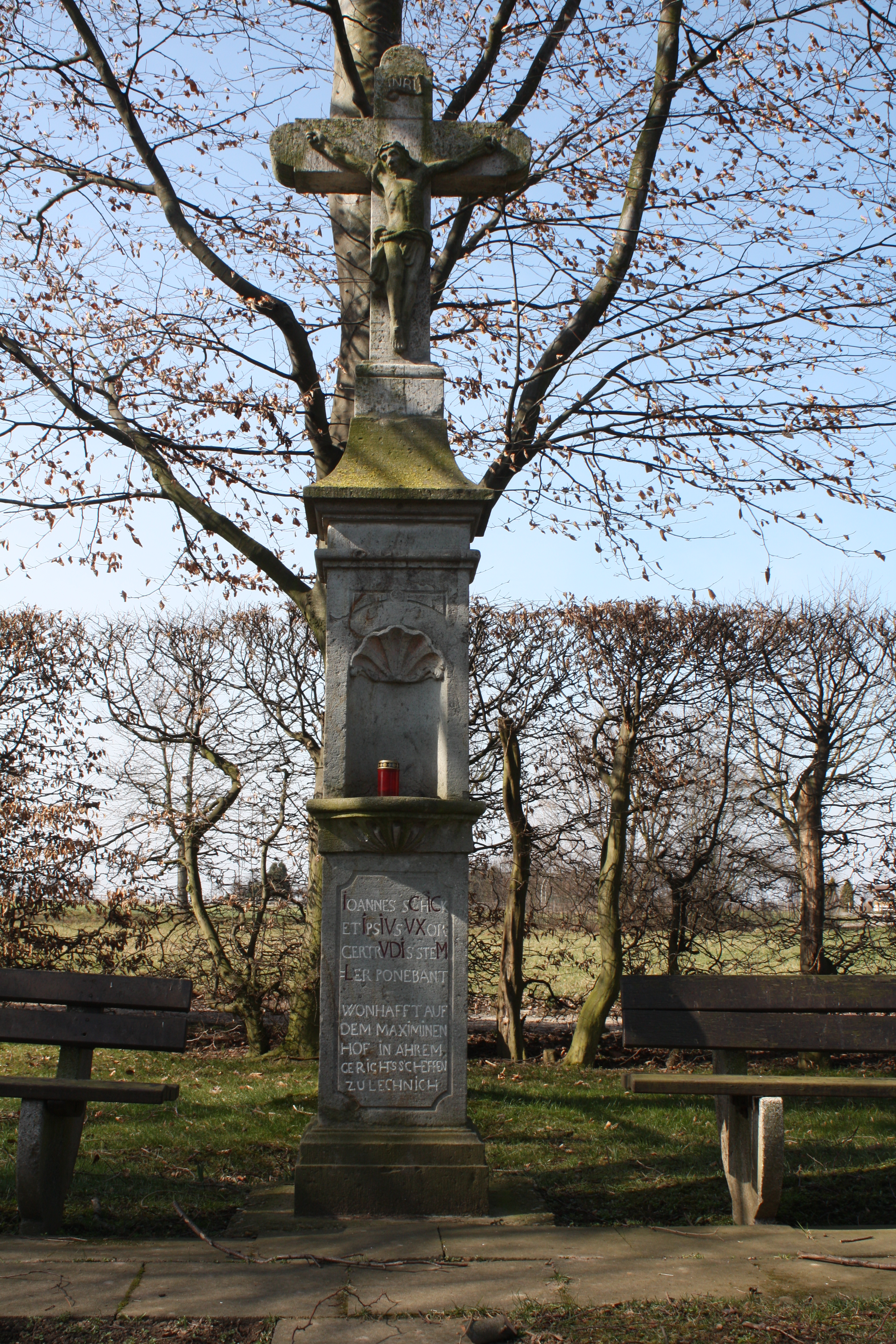
Maximinenkreuz von 1780
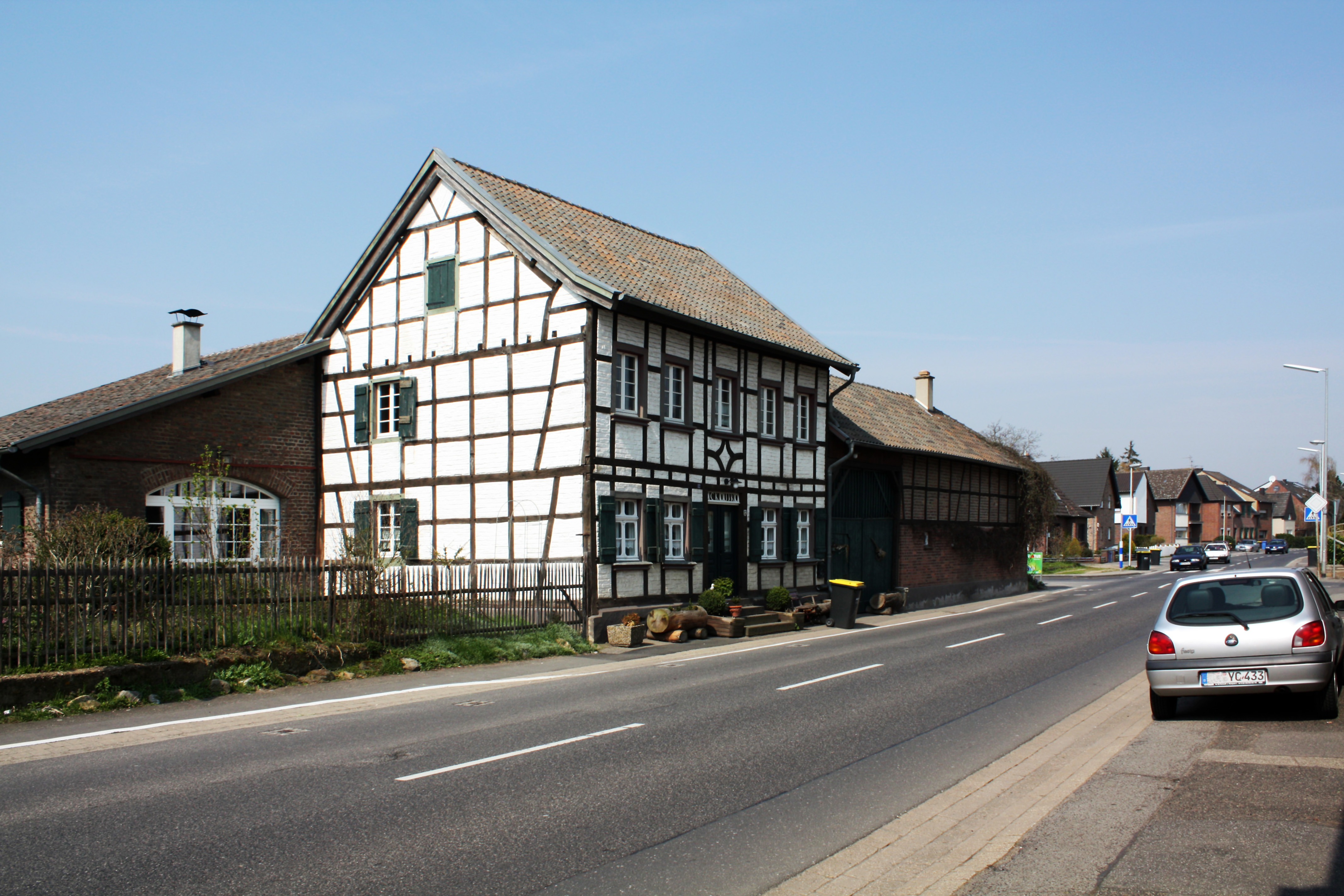
Hauptstraße
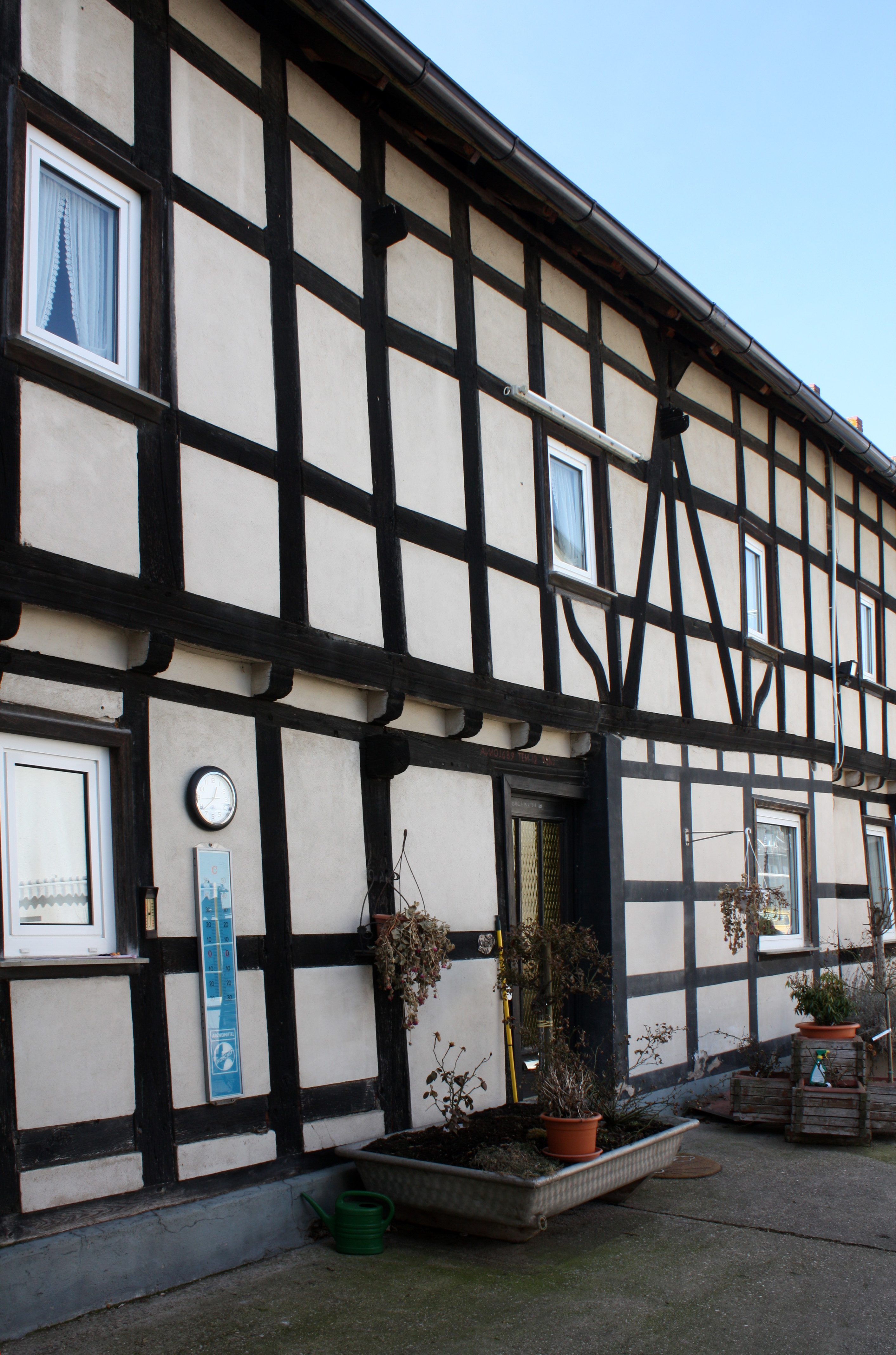
Der alte Hermeshof
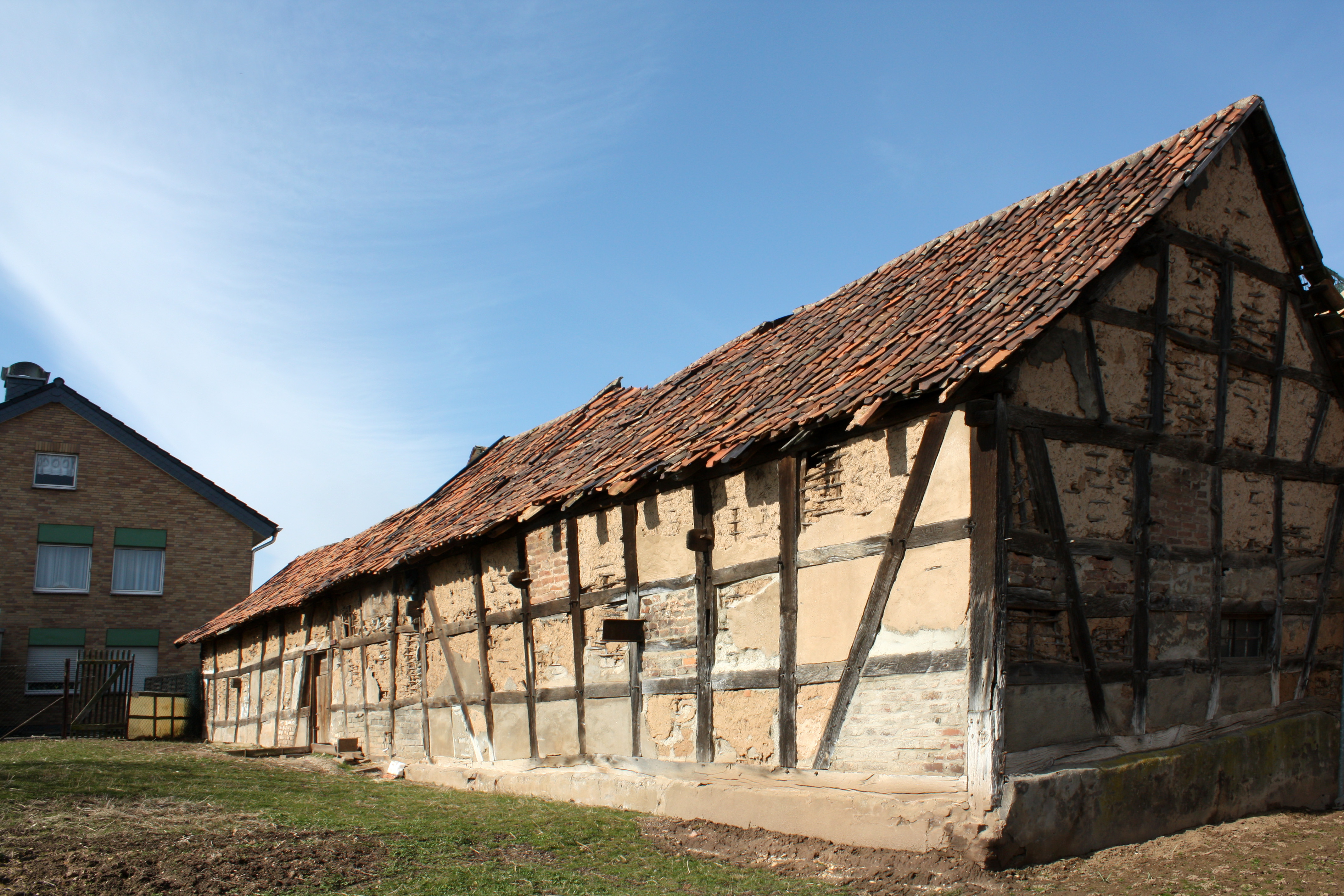
Altes Fachwerk

#### Hermeshof
Mit einem anderen von Wassergräben umgebenen Hof in der Dorfmitte hatte Erzbischof Friedrich von Saarwerden 1406 Nikolaus von Meller belehnt. Nach ihm waren Angehörige des Adelsgeschlechtes von Merode belehnt. Seit 1463 sind die Zisterzienserinnen des Klosters Sion in Köln als Eigentümer nachgewiesen. Als der Kölner Lizenziat zum Pütz, Offermann von St. Brigida zu Köln, 1650 den Hof erwarb und verpachtete, gingen die von den Ahremern an den Hermeshof zu zahlenden Abgaben bis zur Säkularisation an das Kölner Waisenhaus. Ein weiterer Besitzer des „Pützhofes“ war der Kölner Bürgermeister Johann von Imstenrath.

#### Erzbischöfliche Mühle
Die am Rotbach gelegene erzbischöfliche Getreidemühle wurde im Verzeichnis erzbischöflicher Einkünfte 1293 als „Mühle genannt Mike“ bezeichnet. Sie war seit 1371 im Lehnsbesitz der Voß von Lechenich und ihrer Erben, der Haes von Konradsheim. Für das Mahlrecht zahlten sie eine Abgabe an die erzbischöfliche Kellnerei in Lechenich. Nach einer Auseinandersetzung mit Erzbischof und Kurfürst Ferdinand, der den geforderten Mühlenzwang für den Ort Ahrem nicht duldete, verglich sich der Kurfürst 1627 mit den Haes von Konradsheim, dass die Mühle zurück an den Kurfürsten fiel und von der Kellnerei in Lechenich verpachtet wurde. Bis zur Säkularisation blieb sie Bannmühle für Ahrem.

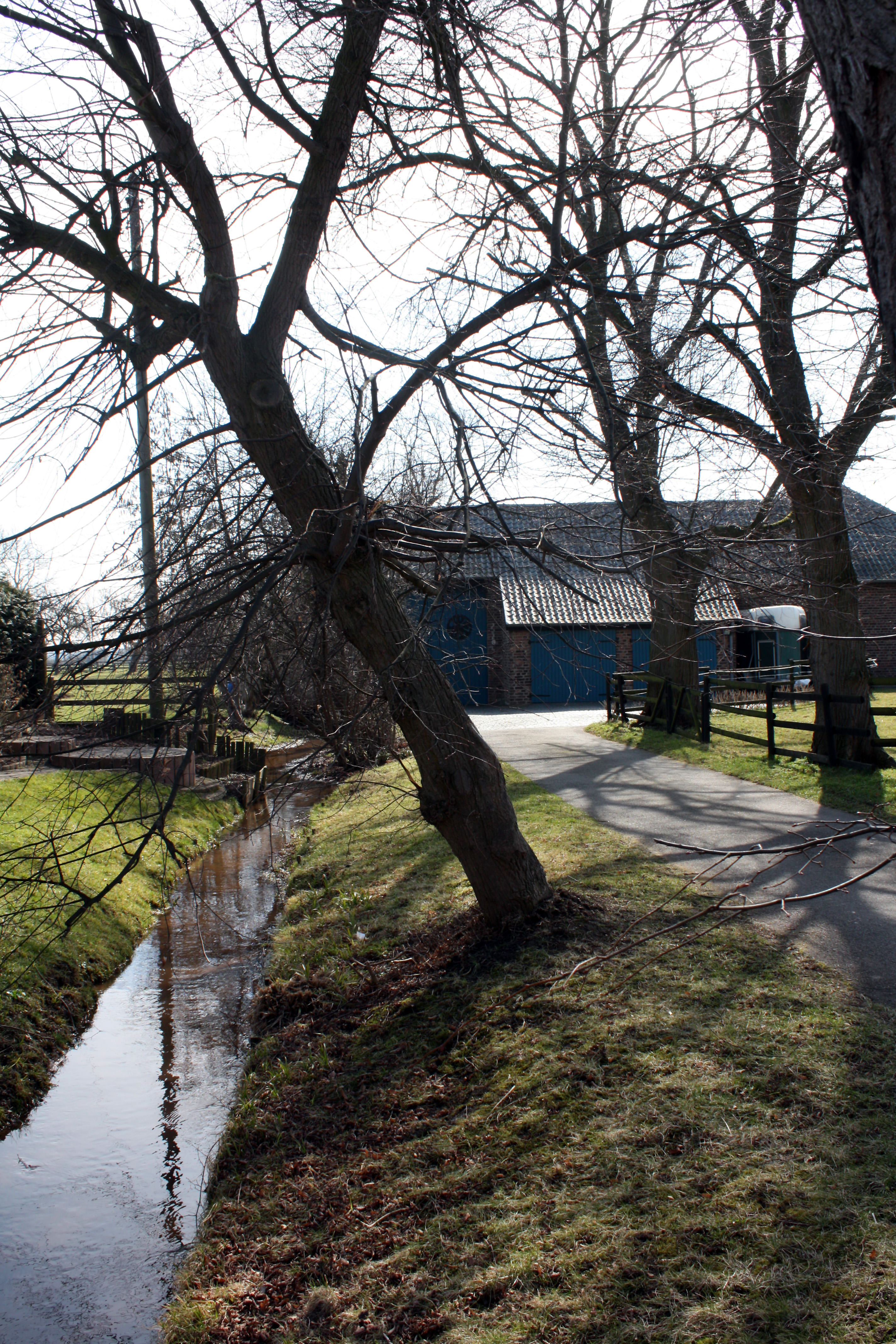
Mühlenhof und Rotbach von Norden
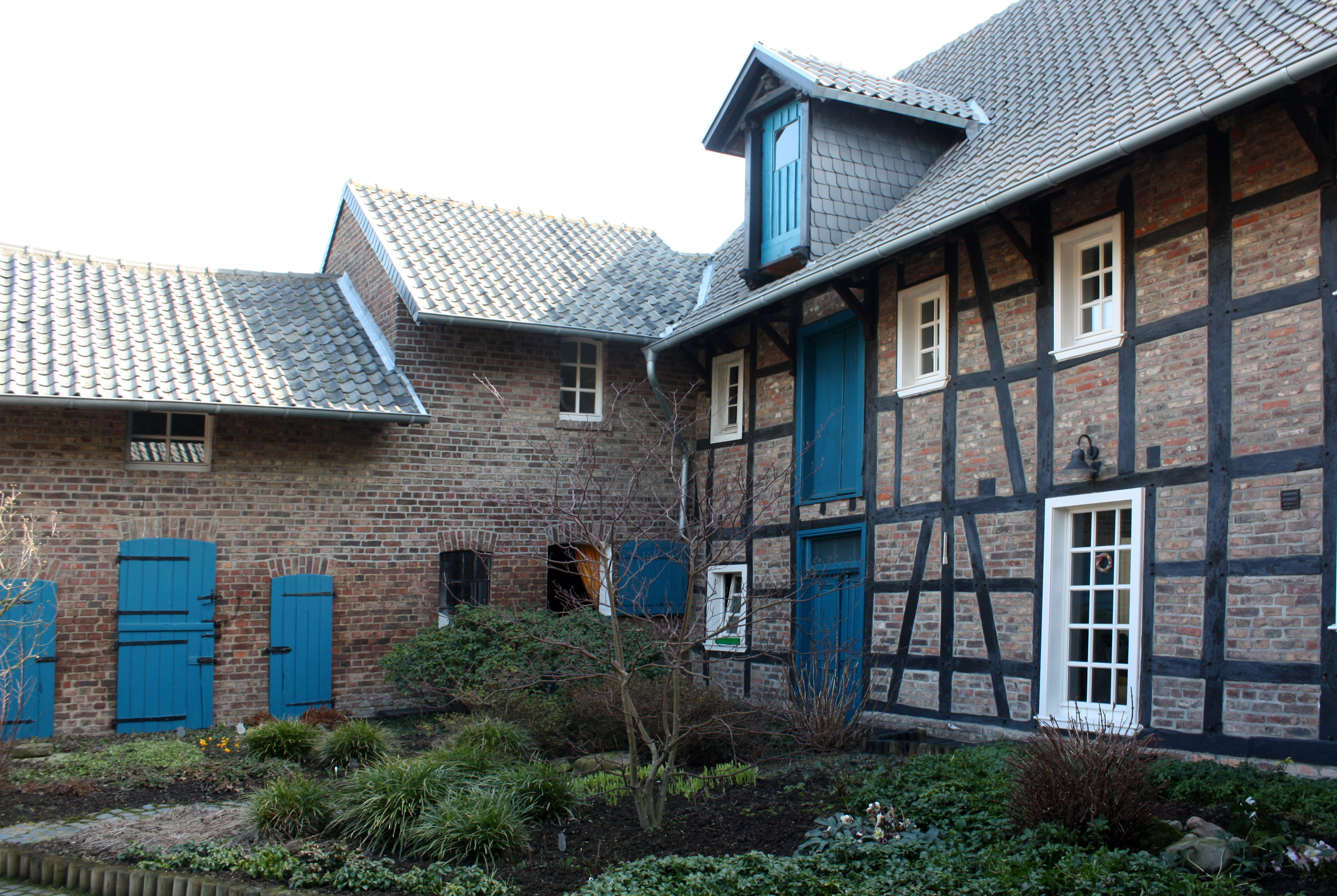
Mühleninnenhof, Detail
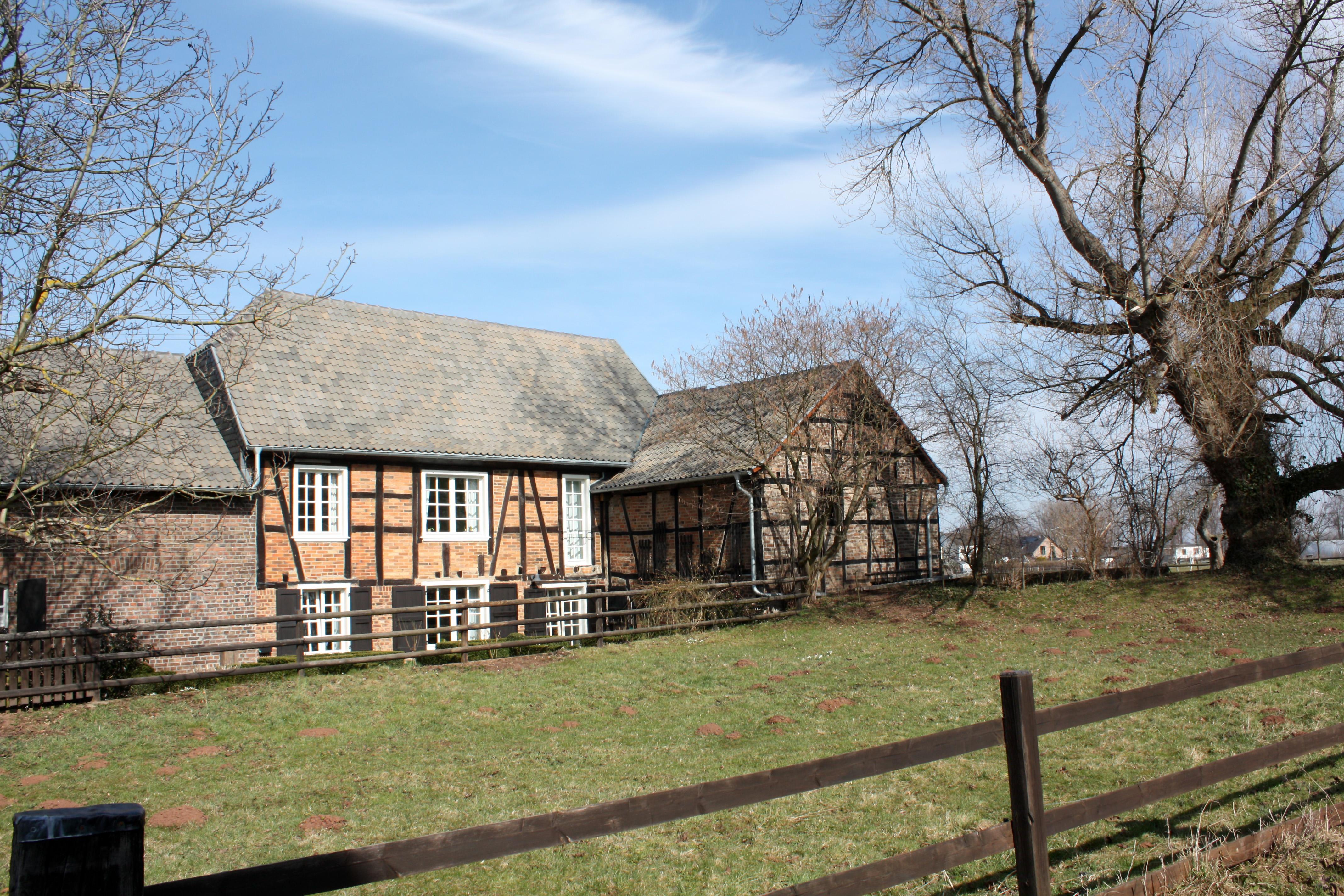
Mühlenhof von Süden

#### Hof des Kölner Domkapitels
Ebenfalls zu den Grundherren in Ahrem gehörte das Kölner Domkapitel, dessen Ahremer Hof schon 1423 genannt wurde. 1587 gehörten 15 Hofgeschworene zum Hofgericht des Domkapitels. Nach den Hofgerichtsprotokollen von 1728 und 1729 besaßen nur noch zwei Ahremer Haus und Hof, die zum Hofgericht des Domkapitels gehörten. Die übrigen Hofgüter waren durch Erbteilung im Besitz von mehr als 50 Personen, von denen die meisten nur noch kleine Parzellen besaßen. Die Parzellen waren so unbedeutend, dass der Hof des Domkapitels in Ahrem in der Säkularisation nicht genannt wurde.

### Veränderungen des Ortsbildes im 19. und 20. Jahrhundert

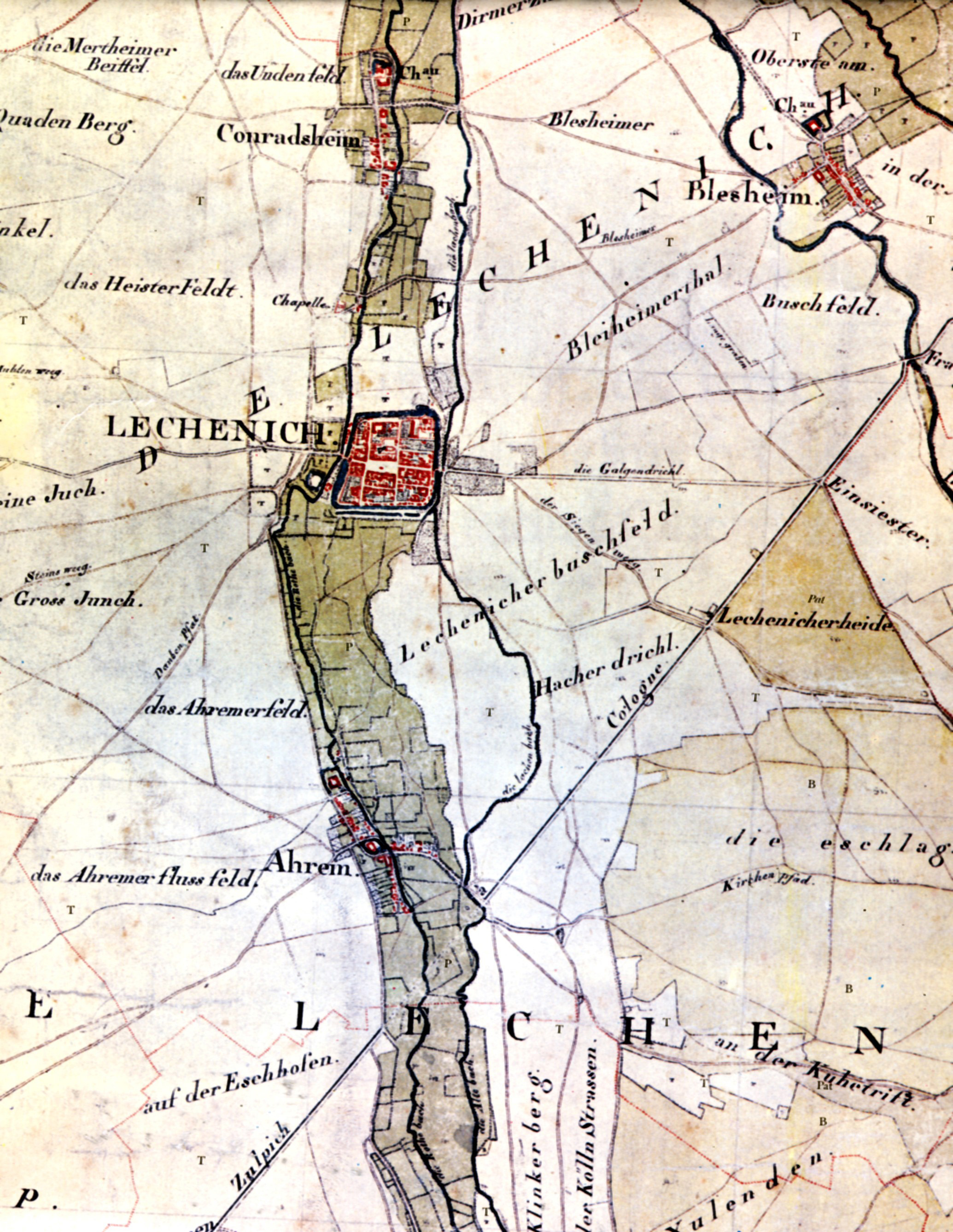
Kartenausschnitt Lechenich/Ahrem um 1808

Im Laufe der Jahrhunderte entwickelte sich der Ort zu einem Straßendorf entlang der heutigen Mühlen- und Bachstraße, von der kleine Nebenstraßen abzweigten. 1801 bestanden in Ahrem neun Straßen (mit französischen Bezeichnungen). Ahrem hatte zu dieser Zeit 64 Häuser und zählte 280 Einwohner, darunter befanden sich 65 Kinder unter 12 Jahren. Von den Bewohnern waren zwei Pächter großer Güter, 16 bezeichneten sich als Landwirte und 18 als Tagelöhner. Von den 16 ansässigen Gewerbetreibenden, waren sechs Leineweber. Die übrigen Haushalte galten als arm.
Zu dem unter französischer Herrschaft 1798/1800 eingerichteten neuen Verwaltungsbezirk, der Mairie Lechenich im Kanton Lechenich, zählte die Gemeinde Ahrem. Sie gehörte nach 1815 weiterhin zur Bürgermeisterei Lechenich (seit 1927 als Amt bezeichnet). Dies dauerte bis zur kommunalen Verwaltungsreform und der Bildung der Stadt Erftstadt im Jahr 1969 an.
Der Bau der beiden Provinzialstraßen Neuss-Kerpen-Lechenich im Jahr 1854, und Lechenich – Derkum (-Euskirchen) im Jahr 1857 mit der Trasse über die Gennerstraße in Ahrem, brachte eine wesentliche Verbesserung der bisherigen regionalen Verkehrsanbindung der Ortschaft.
Die Landwirtschaft blieb bestimmend für Ahrem. Mit der Intensivierung des Braunkohleabbaus am Ende des 19. Jahrhunderts verdienten jedoch mehr und mehr Ahremer ihren Lebensunterhalt in den Gruben oder Brikettfabriken der Rheinischen Braunkohlebetriebe in der Umgebung. Nebenbei betrieben sie weiter Landwirtschaft für den Eigenbedarf.

#### Schule
Ahrem erhielt 1822 eine Schule für die Kinder von sechs bis 10 Jahren. Den Unterricht erteilte ein früherer Leineweber, dessen Kenntnisse eine Prüfungskommission für gut befunden hatte, in seinem Privathaus. Die älteren Schüler besuchten die Schule in Lechenich. 1868 wurde eine neue Schule in Ahrem für alle Jahrgänge schulpflichtiger Kinder eingerichtet und 1882 durch einen zweiten Schulsaal erweitert. Diese zweiklassige Schule bestand bis zur Schulreform 1968. Seitdem besuchen die Grundschüler eine der Lechenicher Grundschulen, die Südschule, die älteren Schüler die weiterführenden Schulen im Schulzentrum Lechenich.

#### St. Johannes der Täufer

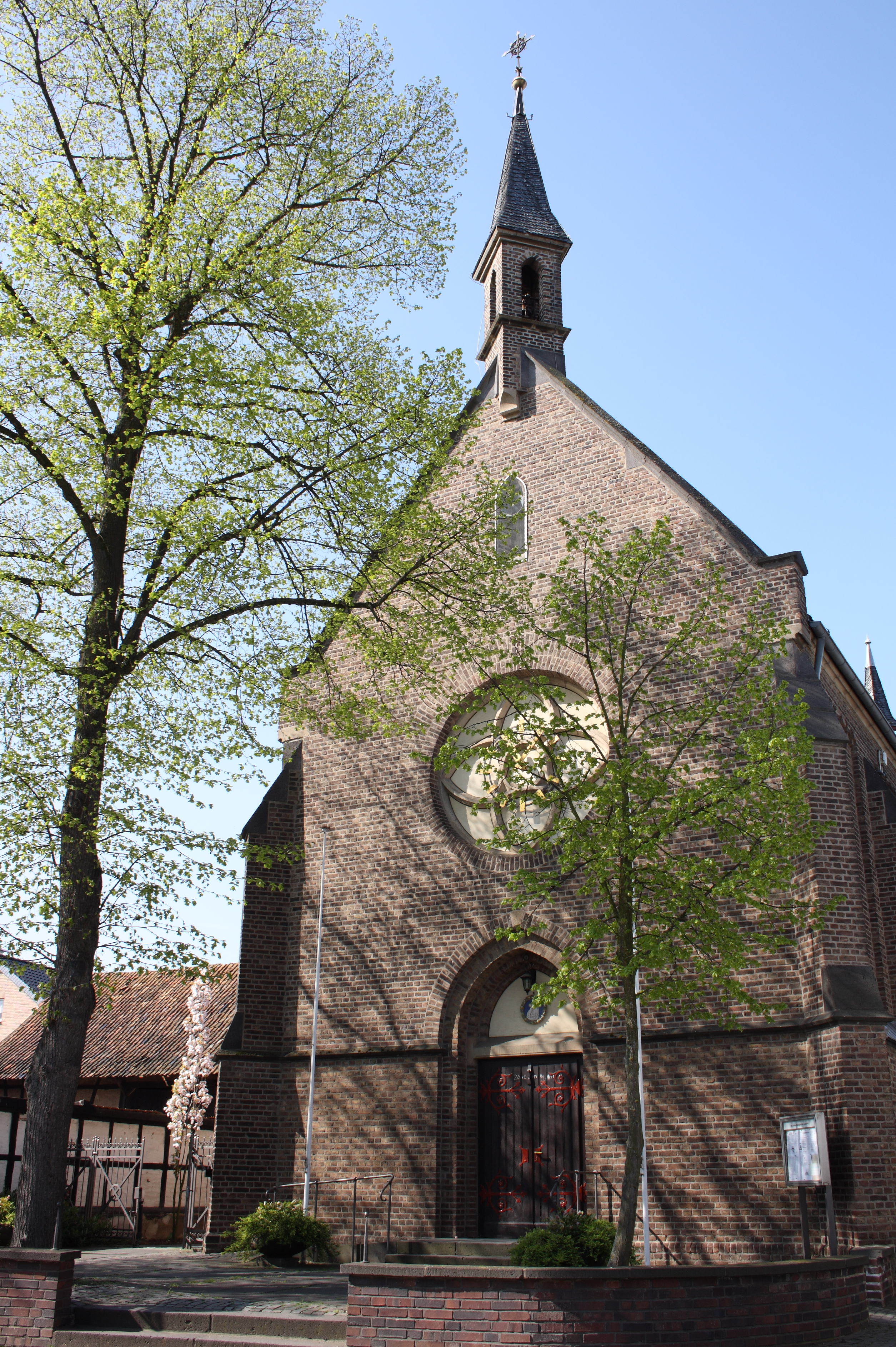
St. Johannes der Täufer

Der Ort, der jahrhundertelang zur Pfarrei Lechenich gehört hatte, erhielt auf vielfachen Wunsch der Bevölkerung 1891 eine eigene Kirche, die nach Plänen des Kölner Dombaumeisters Franz Schmitz als einschiffige Kirche im neugotischen Stil erbaut wurde. Die Einnahmen, die aus den Pachterträgen der „Ahremer Heide“ herrührten, verwendeten die Ahremer dann zum Bau einer eigenen Kirche. Im Jahr 1886 hatten zwei Familien Ahrems der Kirche ein Baugrundstück geschenkt, welches jedoch unmittelbar an der Hauptstraße gelegen war. Bedingt durch diese Lage und wegen der geringen Breite des Grundstücks, entschloss man sich die Kirche nicht geostet zu errichten.
So entstand nach der feierlichen Grundsteinlegung 1889 ein Backsteinbau, der in Längsrichtung mit der Giebelfront und seinem Portal zur Straße an seiner Ostseite ausgerichtet ist. Die hohe Giebelfassade erhielt über dem Eingang ein großes mit neugotischem Maßwerk ausgestattetes Rundfenster, dem in der Spitze eine Nische folgte. Als Bekrönung endete die Frontseite in einem dem beginnenden Dachfirst übereck aufgesetzten Dachreiter. Dieser verfügte über eine nach vier Seiten offene Laterne, die mit einem spitzen Helm und einer diesem aufgesetzten Wetterfahne endete.
Das Langhaus erhielt an seinen Seiten je fünf sich auf halber Höhe verjüngende Strebepfeiler, die in ihrer Stärke so bemessen waren, den Druck des innen eingezogenen Gewölbes der Kirche abzufangen. In der so entstandenen Gliederung des Baues nutzte man die Zwischenräume mit dem Einbringen hoher spitzbogiger Fenster. Das heute schiefergedeckte Satteldach wurde seitlich mit je einer Dachgaube versehenen. Dem Ende des Langhauses schloss sich an der Westseite ein in der Höhe abhängender halbrunder (5/8-)Chor an, dem in späterer Zeit eine Sakristei angefügt wurde. Der Choranbau erhielt ebenfalls eine verzierte Gaube, die wie das abgestumpfte Zeltdach einheitlich mit Schiefer eingedeckt wurde.
Der Plan der Pfarrgemeinde, einen Kirchturm zu bauen, scheiterte an der Finanzierung des Vorhabens. Ein Gesuch des Kirchenvorstandes an das Erzbischöfliche Generalvikariat im Jahr 1968, zu diesem Zweck einen Zuschuss zu erhalten, wurde 1969 abschlägig beschieden. Kirchensteuerbeihilfen zum Neubau von Kirchtürmen wurden nicht mehr bewilligt. Es wurde auf den Zuschuss von 1964 für die Sanierung des Dachreiters verwiesen, der gewährt worden sei.
Die schon vorhandenen Ersparnisse der Gemeinde für den Kirchturm wurden dann für einen neuen Altar verwendet, der den neuen liturgischen Empfehlungen des Zweiten Vatikanischen Konzils entsprach. Von der ursprünglichen Ausstattung, die im Laufe der Zeit schon mehrmals verändert worden war, blieben der Beichtstuhl und die heute ebenerdig aufgestellte Kanzel erhalten. Die prächtigen Mosaikbilder unter den Fenstern in Chor entwarf 1940 der Kölner Künstler Hans Hansen.
Der 1954 durch den Künstler Hubert Dürnholz (* 1882) geschaffene Kreuzweg der Kirche wich auf Wunsch der Ahremer Gemeindemitglieder von dem oft bevorzugten Nazarenerstil ab. Dürnholz, ein Vertreter der expressionistischen Kirchenmalerei, ging auf die Wünsche seiner Auftraggeber ein und gestaltete die Bildfolge unter Bezugnahme auf die Geschehnisse des Zweiten Weltkriegs. Die an den Pfeilern auf Konsolen stehenden Heiligenfiguren konnten durch Stiftungen Ahremer Gemeindemitglieder angeschafft werden.

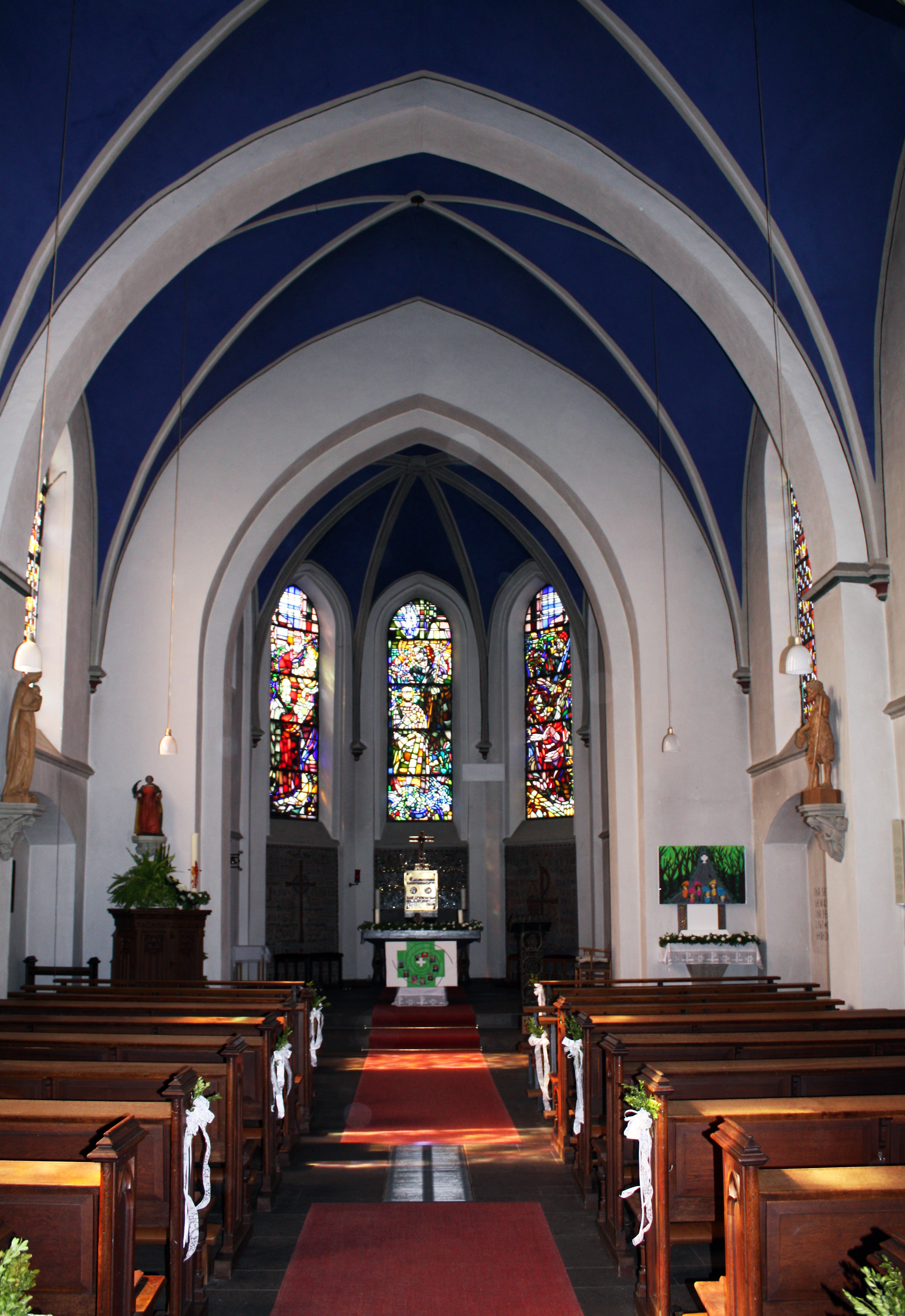
Kirchenschiff und Chor
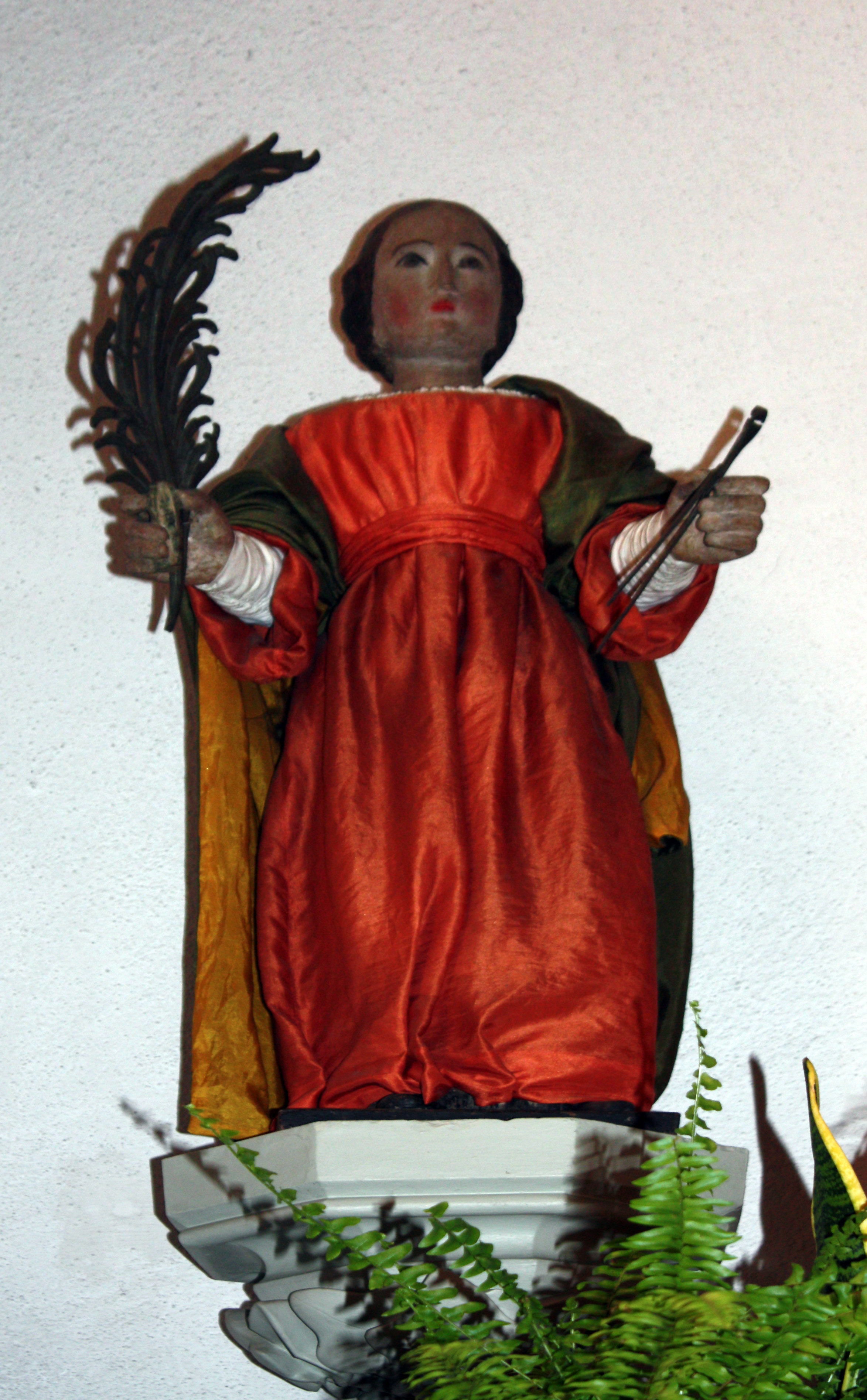
Figur der heiligen Apollonia (1691)
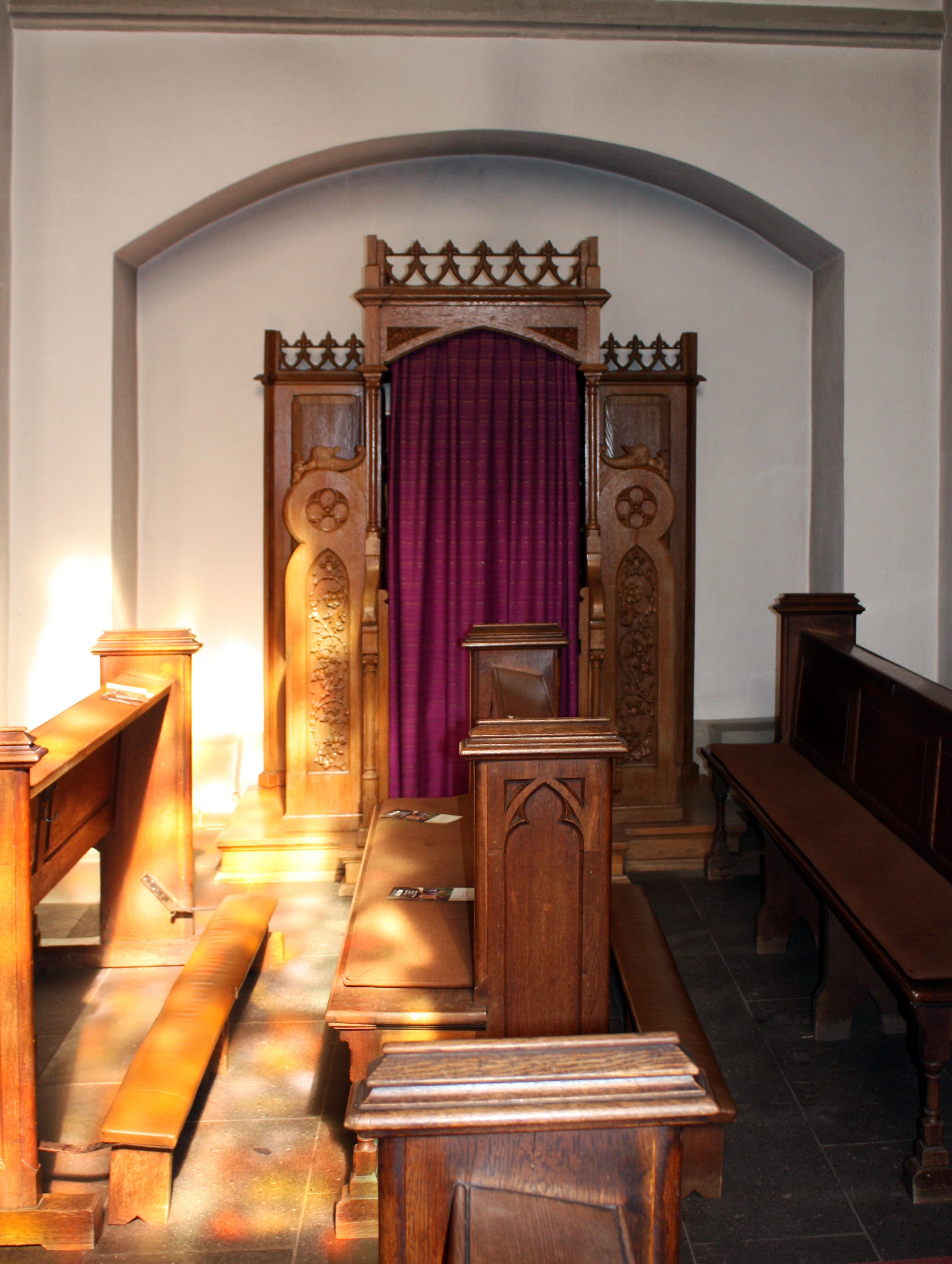
Neugotischer Beichtstuhl
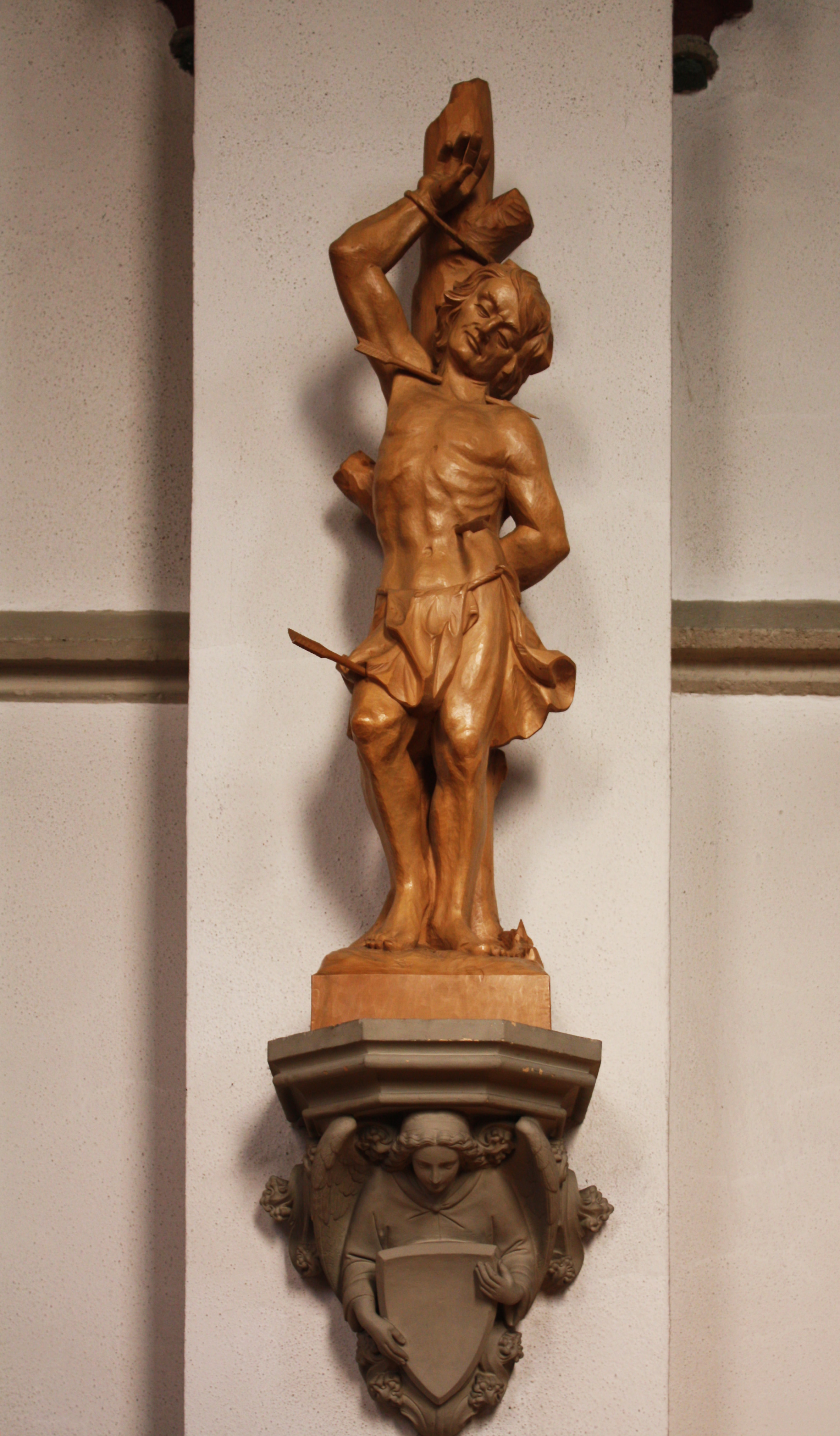
Darstellung des heiligen Sebastian

#### Friedhof
1907 erhielt die angewachsene Ortschaft einen eigenen Friedhof am südwestlichen Ortsrand, sodass Bestattungen nicht mehr auf dem Lechenicher Friedhof in Heddinghoven erfolgen brauchten.

#### Ahremer Heide
Bei der „Ahremer Heide“ handelt es sich um ein Gemeindegut, das aus dem Besitz des Kölner Stiftes St. Mariengraden stammte und säkularisiert worden war. 1820 kauften die Haushaltsvorstände Ahrems dem preußischen Staat etwa 23 Hektar Heideland ab. 1860 wurde dieses Land in Ackerland umgewandelt und verpachtet. Zeitweise beanspruchte die Gemeinde Lechenich das Land und verpachtete es zu ihren Gunsten. Nach jahrelangem Rechtsstreit trat die Gemeinde Lechenich 1883 den Ahremern die Eigentumsrechte ab und überwies ihnen die aufgelaufene Pacht. Die Gemeinde Lechenich machte zur Auflage, dass die Ahremer Heide als unteilbares Gemeindevermögen unter der Aufsicht der Verwaltung bleiben musste. 1912 bestätigte die königliche Generalkommission in Düsseldorf der Ortschaft Ahrem das Eigentum an der Ahremer Heide als unteilbares Gemeindegliedervermögen.
Heute wird der Ertrag aus der „Ahremer Heide“ hauptsächlich für die gemeinnützigen Vereine des Ortes verwendet. So wurden durch diese Gelder überwiegend die Heime der bedeutendsten Vereine, das Schützenheim der 1925 gegründeten St. Johannes Schützenbruderschaft und das Sportlerheim des 1960 gegründeten Fußballvereins „SSV Rot-Weiß Ahrem“ finanziert. Die Verwaltung des Vermögens erfolgt über das Kuratorium Ahremer Heide, das von den Wahlberechtigten des Ortes gewählt wird und aus fünf Mitgliedern besteht. Der Vorsitzende ist der Bürgermeister der Stadt Erftstadt oder ein von ihm beauftragter Vertreter.

#### Große Höfe und Mühle nach 1800
Infolge der Säkularisation im Jahr 1802 wurden Haus und Hofgebäude, Ölmühle und zugehörige Ländereien des Maximinenhofes enteignet und 1807 verkauft. Nach dem Tode Johann Schicks (Sohn des früheren Pächters), der den Hof 1827 erworben hatte, wechselten mehrmals die Besitzer. 1918 wurden die Hofgebäude abgerissen, nur die Ölmühle blieb erhalten. An ihn erinnert noch das an den Friedhof versetzte Maximinenkreuz.

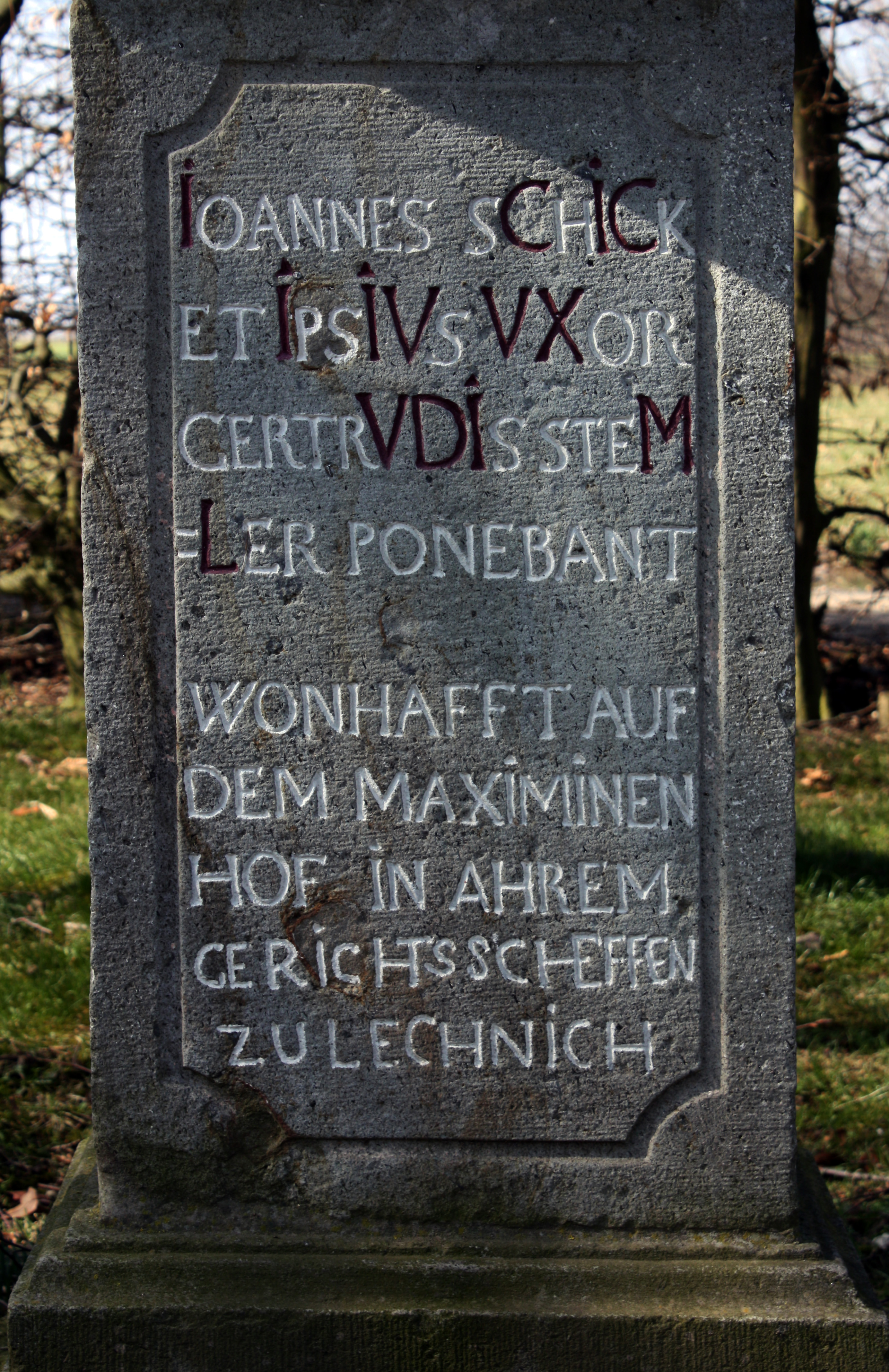
Inschrift als Chronogramm
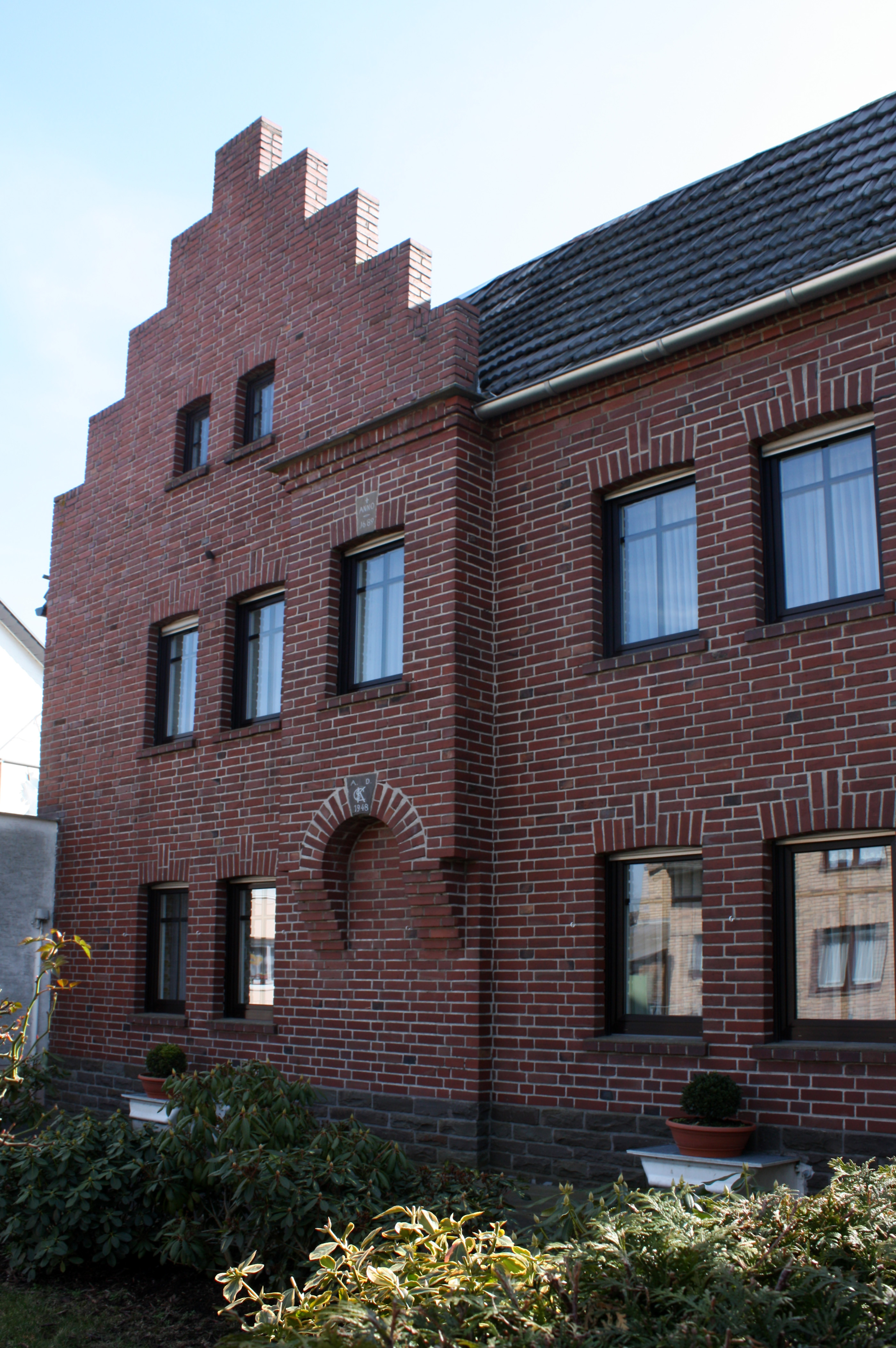
Hermeshof, Staffelgiebel der Nachkriegszeit
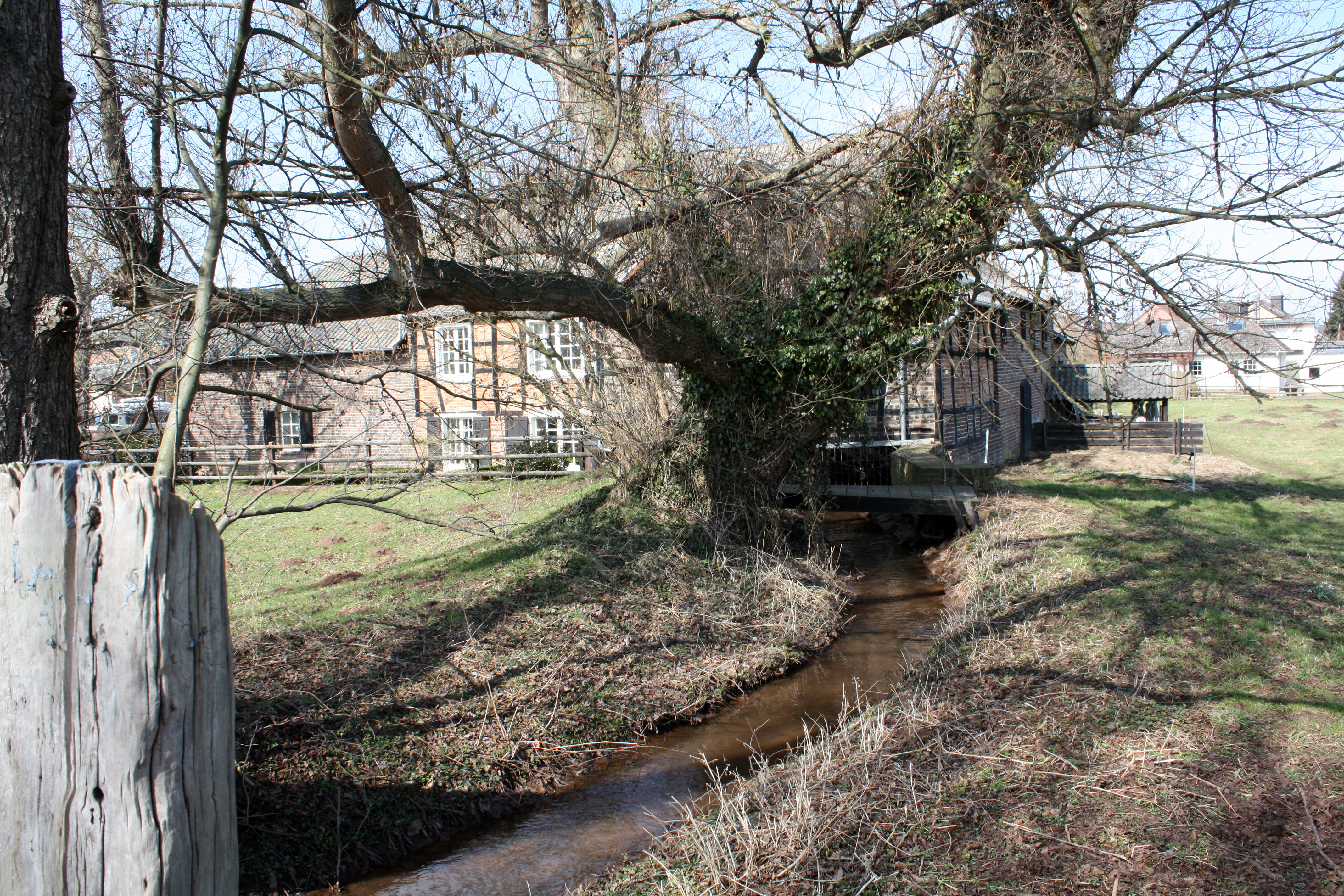
Mühlenzufluss von Süden

In den Mühlengebäuden war im 19. Jahrhundert eine Seilmühle eingerichtet worden, in der aus Stroh Seile geflochten wurden. Nach 1880 wurde das Mühlengebäude zu einer Wolldeckenfabrik mit Webstühlen, Walkerei, Färberei und Wäscherei ausgebaut, die während des Ersten Weltkrieges mit der Herstellung von Wolldecken für Soldaten und Pferde an der Front beschäftigt war. Nach dem Ende des Krieges wurde die Produktion eingestellt und das Gebäude diente als Lagerraum. Vor einigen Jahren wurde die ehemalige Mühle zu einem Wohnhaus umgebaut. An den Hof erinnert heute noch die Straßenbezeichnung „Am Maximinenkreuz“ und das von den Pächtern des Maximinenhofes errichtete Kreuz, dessen Inschrift ein Chronogramm enthält, das als Jahr der Errichtung 1780 ergibt.
Der „Pützhof“ wurde bei der Volkszählung des Jahres 1801 „Hermeshof“ genannt, eine fehlerhafte Schreibung von „Henneshof“ nach dem Pächter Johann Hennes. Seit über 150 Jahren ist der Hof in der Familie der heutigen Eigentümer. Das denkmalgeschützte Wohnhaus, ein Fachwerkbau aus dem Jahre 1689, erhielt 1948 einen Erweiterungsbau. Die ehemals vom Rotbach gespeisten Wassergräben wurden 1966 verfüllt. Der Eigentümer betreibt heute eine mit einer Gärtnerei verbundene Baumschule außerhalb des Ortes.
Die kurfürstliche Mühle wurde in der Säkularisation 1802 enteignet und 1807 mit allen Gebäuden an den früheren Pächter verkauft. Die Ende des 19. Jahrhunderts modernisierte Mühle war bis 1917 Getreidemühle, danach bis zum Ende des Zweiten Weltkrieges als Schrotmühle in Betrieb. Die Erben des letzten Müllers verkauften die Gebäude 1985 an die heutigen Eigentümer, die umfangreiche Restaurierungen vornehmen ließen.

### Einwohnerentwicklung
| Jahr      | 1828 | 1843 | 1871 | 1885 | 1895 | 1900 | 1905 | 1910 | 1919 | 1925 | 1933 | 1946 |
| --------- | ---- | ---- | ---- | ---- | ---- | ---- | ---- | ---- | ---- | ---- | ---- | ---- |
| Einwohner | 374  | 400  | 478  | 487  | 504  | 494  | 515  | 587  | 575  | 524  | 524  | 562  |

### Die Ortsvorsteher von Ahrem
| von    | bis    | Name              |
| ------ | ------ | ----------------- |
| 1883   | 1887   | Josef Kaeder      |
| 1887   | 1902   | Johann Zimmermann |
| 1902   | 1916   | Gerhard Kaeder    |
| 1916   | (1933) | Paul Zilleken     |
| (1936) | 1945   | Christoph Kaeder  |
| 1945   | 1948   | Paul Zilleken     |
| 1948   | (1952) | Johann Münchrath  |
| 1961   | 1965   | Josef Weber       |
| 1965   | 1969   | Heinrich Koll     |

## Das heutige Ahrem
Durch den Zuzug vieler Neubürger, die mehr als ein Drittel der heutigen Einwohner ausmachen, ist Ahrems Bevölkerung stetig angewachsen. Die Zugezogenen sind in die Dorfgemeinschaft integriert und beteiligen sich wie die Alteingesessenen auch an dem regen Vereinsleben. Den berufstätigen Einwohnern bietet die Ortschaft kaum Verdienstmöglichkeiten, fast alle sind Pendler zwischen ihrem Wohnort und einem auswärtigen Arbeitsplatz.
Zum heutigen Ortsbild gehört der Klüntershof. Das unter Denkmalschutz stehende Anwesen wird nicht mehr landwirtschaftlich genutzt. In Ahrem hat die Landwirtschaft kaum noch Bedeutung. Es gibt im Ort fünf Landwirte, alle ohne Milchwirtschaft, dagegen ist der Reitsport in Ahrem mit vier Reitställen stark vertreten. Ferner bestehen mehrere größere Gewerbebetriebe und eine Bäckereifiliale. Die medizinische Grundversorgung war bis 2025 durch eine in Ahrem ansässige Ärztin gewährleistet. Der in Ahrem eingerichtete katholische Kindergarten wird gemeinsam mit der Kindertagesstätte St. Kilian in Lechenich als Einrichtung der Pfarre St. Kilian geführt. In der Nähe des ehemaligen Pfarrhauses wurde 2002 ein Pfarrheim gebaut, in dem Veranstaltungen der Kirchengemeinde stattfinden, es kann jedoch auch von privaten Veranstaltern genutzt werden.

### Verkehr
Die VRS-Buslinie 807 der Regionalverkehr Köln verbindet den Ort mit Liblar und Euskirchen. Zusätzlich verkehren an Schultagen einzelne Fahrten der Linie 979 der Rhein-Erft-Verkehrsgesellschaft sowie der auf die Schülerbeförderung ausgerichteten Linien 974 und 984.
| Linie | Betreiber | Verlauf |
| ----- | --------- | --- |
| 807   | RVK       | Euskirchen Bf – Frauenberg – Oberwichterich / (← Oberelvenich ← Rövenich ← Niederelvenich) – Wichterich – Mülheim – Niederberg – Borr – (Scheuren ← Weiler in der Ebene ← Erp ←) Friesheim – Ahrem – Lechenich – Frauenthal – Liblar – Erftstadt Bf |
| 974   | REVG      | Stadtverkehr Erftstadt |
| 979   | REVG      | Hürth-Hermülheim (Stadtbahn) – Liblar – Erftstadt Bf – Frauenthal – Lechenich – (Ahrem → Friesheim →) Erp (– Weiler in der Ebene – Zülpich) |
| 984   | RVK       | Swisttal / Erftstadt / Zülpich – Weilerswist |

### Sport in Ahrem
Neben dem Pferdesport gibt es im Ort auch noch den SSV Rot-Weiß Ahrem. Gegründet im Jahr 1960 ist er in erster Linie ein Fußballverein. Der Verein hat über 400 Mitglieder und es wird in 14 Mannschaften Fußball gespielt. Gespielt wird auf der Sportanlage „Am Laacher Hof“ auf einem Rasenplatz. Im Jahr 2010 wurde zum 50-jährigen Vereinsjubiläum die überdachte „Westkurve“ eingeweiht.